# Hilde Sperling
Hilde Sperling, geboren als Hildegard Krahwinkel, (Essen, 26 maart 1908 – Helsingborg, 7 maart 1981) was een tennisspeelster uit Duitsland. Haar favoriete ondergrond was gravel. Zij speelde rechtshandig. Zij was lang, en had met name lange benen – daardoor was zij moeilijk te passeren. Volgens leeftijdgenote Helen Hull Jacobs maakte Hilde het haar tegenstandsters onmogelijk om te voorspellen in welke richting zij zou gaan slaan. Zij was actief in de tennissport van 1927 tot en met 1952.
Op 28 december 1933 trad Krahwinkel in het huwelijk met de Deense advocaat en tennisspeler Svend Sperling. Daardoor verkreeg zij een dubbele nationaliteit – op Scandinavische toernooien stond zij daarna als Deense ingeschreven; de grandslamtoernooien hielden het op Duits.

## Loopbaan
Krahwinkel/Sperling stond van 1930 tot en met 1939 in de internationale top tien, met een hoogste ranking van 2 in 1936.
Van 1935 tot en met 1937 won Sperling drie maal op rij de enkelspeltitel op Roland Garros. Slechts vier vrouwen in de tennishistorie slaagden daarin – de andere drie zijn: Helen Wills-Moody (1928–1930), Monica Seles (1990–1992) en Justine Henin (2005–2007).
Op gravel was Sperling bijna onverslaanbaar. In de periode 1935–1939 verloor zij slechts één partij op die ondergrond – in 1937 in Beaulieu (Frankrijk) werd zij in de finale uitgeschakeld door haar grootste tegenstandster, de Française Simonne Mathieu, die buiten deze ene keer nooit van haar won.
Krahwinkel/Sperling bereikte twee keer de finale van Wimbledon. In 1931 verloor zij van landgenote Cilly Aussem; in 1936 van de Amerikaanse Helen Hull Jacobs. Dat jaar 1936 won zij op Wimbledon wel de titel in het gemengd dubbelspel, samen met landgenoot Gottfried von Cramm. Zij was een van de vijf Duitse tennisspeelsters die ooit in een Wimbledon-finale hebben gestaan – de andere vier zijn: Cilly Aussem, Steffi Graf, Sabine Lisicki en Angelique Kerber.
In de periode 1933–1936 won zij zesmaal achtereen de enkelspeltitel op het WTA-toernooi van Berlijn (in 1936 is het toernooi niet georganiseerd, wegens de Olympische spelen in Berlijn). Het record van zes titels hield vijf decennia stand, tot Steffi Graf het brak met negen titels in de periode 1986–1996 (hoewel niet meer dan vier op rij).
Verder won zij in 1935 het WTA-toernooi van Rome en in 1948 het WTA-toernooi van Båstad. Sperlings laatste internationale enkelspeltitel won zij in 1950 op de Scandinavian Covered Court Championships in Kopenhagen (Denemarken) – zij was toen 41 jaar oud. Haar laatste optreden was in 1952.
Hilde Sperling overleed in 1981 in de Zweedse stad Helsingborg, op 72-jarige leeftijd.
In 2013 werd Sperling opgenomen in de internationale Tennis Hall of Fame.

## Palmares

### Finaleplaatsen enkelspel
| nr.              | finale     | toernooi      | ondergrond | tegenstandster       | score         |
| ---------------- | ---------- | ------------- | ---------- | -------------------- | ------------- |
| gewonnen finales |            |               |            |                      |               |
| 1.               | 1935-04-24 | Rome          | gravel     | Lucia Valerio        | 6-4, 6-1      |
| 2.               | 1935-06-02 | Roland Garros | gravel     | Simonne Mathieu      | 6-2, 6-1      |
| 3.               | 1936-06-01 | Roland Garros | gravel     | Simonne Mathieu      | 6-3, 6-4      |
| 4.               | 1937-05-30 | Roland Garros | gravel     | Simonne Mathieu      | 6-2, 6-4      |
| 5.               | 1948-07-25 | Båstad        | gravel     | Jadwiga Jędrzejowska | 8-6, 0-6, 6-1 |
| verloren finales |            |               |            |                      |               |
| 1.               | 1931-07-04 | Wimbledon     | gras       | Cilly Aussem         | 2-6, 5-7      |
| 2.               | 1936-07-04 | Wimbledon     | gras       | Helen Hull Jacobs    | 2-6, 6-4, 5-7 |
| 3.               | 1949-07-17 | Båstad        | gravel     | Thelma Coyne-Long    | 2-6, 3-6      |
| 4.               | 1950-07-23 | Båstad        | gravel     | Thelma Coyne-Long    | 6-3, 2-6, 4-6 |

### Finaleplaatsen vrouwendubbelspel
| nr.              | finale     | toernooi      | ondergrond | partner         | tegenstandsters                   | score    |
| ---------------- | ---------- | ------------- | ---------- | --------------- | --------------------------------- | -------- |
| gewonnen finales |            |               |            |                 |                                   |          |
| 1.               | 1951-07-07 | Båstad        | gravel     | Bibbi Sandén    | Nancye Wynne-Bolton Clare Proctor |          |
| verloren finales |            |               |            |                 |                                   |          |
| 1.               | 1935-06-02 | Roland Garros | gravel     | Ida Adamoff     | Margaret Scriven Kay Stammers     | 4-6, 0-6 |
| 2.               | 1935-07-07 | Wimbledon     | gras       | Simonne Mathieu | Freda James Kay Stammers          | 1-6, 4-6 |
| 3.               | 1949-07-17 | Båstad        | gravel     | Bibbi Sandén    | Joyce Fitch Thelma Coyne-Long     | 1-6, 1-6 |

### Finaleplaatsen gemengd dubbelspel
| nr.              | finale     | toernooi  | ondergrond | partner             | tegenstanders                  | score    |
| ---------------- | ---------- | --------- | ---------- | ------------------- | ------------------------------ | -------- |
| gewonnen finales |            |           |            |                     |                                |          |
| 1.               | 1933-07-08 | Wimbledon | gras       | Gottfried von Cramm | Mary Heeley Norman Farquharson | 7-5, 8-6 |
| verloren finales |            |           |            |                     |                                |          |
| 1.               | 1930-07-05 | Wimbledon | gras       | Daniel Prenn        | Elizabeth Ryan Jack Crawford   | 1-6, 3-6 |

## Resultaten grandslamtoernooien
| Legenda | Legenda                          |
| ------- | -------------------------------- |
| g.t.    | geen toernooi gehouden           |
| l.c.    | lagere categorie                 |
| –       | niet deelgenomen                 |
| G       | uitgeschakeld in de groepsfase   |
| 1R      | uitgeschakeld in de eerste ronde |
| 2R      | uitgeschakeld in de tweede ronde |
| 3R      | uitgeschakeld in de derde ronde  |
| 4R      | uitgeschakeld in de vierde ronde |
| KF      | uitgeschakeld in de kwartfinale  |
| HF      | uitgeschakeld in de halve finale |
| F       | de finale verloren               |
| W       | het toernooi gewonnen            |
| w-v     | winst/verlies-balans             |

### Enkelspel
| Toernooi        | 1929 | 1930 | 1931 | 1932 | 1933 | 1934 | 1935 | 1936 | 1937 | 1938 | 1939 |
| --------------- | ---- | ---- | ---- | ---- | ---- | ---- | ---- | ---- | ---- | ---- | ---- |
| Australian Open | –    | –    | –    | –    | –    | –    | –    | –    | –    | –    | –    |
| Roland Garros   | 2R   | 3R   | HF   | HF   | 2R   | –    | W    | W    | W    | –    | –    |
| Wimbledon       | –    | 2R   | F    | KF   | HF   | 4R   | HF   | F    | KF   | HF   | HF   |
| US Open         | –    | –    | –    | –    | –    | –    | –    | –    | –    | –    | –    |

### Vrouwendubbelspel
| Toernooi        | 1929 | 1930 | 1931 | 1932 | 1933 | 1934 | 1935 | 1936 | 1937 |
| --------------- | ---- | ---- | ---- | ---- | ---- | ---- | ---- | ---- | ---- |
| Australian Open | –    | –    | –    | –    | –    | –    | –    | –    | –    |
| Roland Garros   | 2R   | –    | 2R   | 2R   | KF   | –    | F    | KF   | KF   |
| Wimbledon       | –    | 2R   | 2R   | 1R   | 2R   | 1R   | F    | –    | 3R   |
| US Open         | –    | –    | –    | –    | –    | –    | –    | –    | –    |

### Gemengd dubbelspel
| Toernooi        | 1929 | 1930 |   | 1933 |
| --------------- | ---- | ---- | - | ---- |
| Australian Open | –    | –    | – |      |
| Roland Garros   | 2R   | 2R   | – |      |
| Wimbledon       | –    | F    | W |      |
| US Open         | –    | –    | – |      |